# Centro Acção Social Democrata Timorense

Flagge der CASDT

Die Partidu Centro Acção Social Democrata Timorense CASDT (deutsch Timoresische Zentrale Aktion Sozialdemokratie), auch Centro ASDT, ist eine politische Partei in Osttimor. Der erste Parteipräsident war Gil da Costa A.N. Alves, ehemaliges Mitglied der ASDT, der 2019 verstarb. Das Motto der Partei lautet „Justiça, Unidade, Solidaridade“ (deutsch Recht, Einigkeit und Solidarität). 2023 ist Gally Soares Araújo Generalsekretär der Partei.

## Geschichte

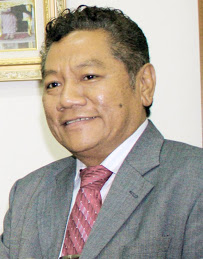
Gil da Costa Alves, der erste Präsident der CASDT

Die CASDT wurde am 2. September 2015 vom Tribunal de Recurso de Timor-Leste als Partei anerkannt. Der erste Parteitag fand am 19. Dezember 2015 in Caicoli statt.
Die CASDT trat bei den Parlamentswahlen in Osttimor 2017 an. und scheiterte an der Vierprozenthürde mit 0,41 % der Stimmen. Bei den vorhergegangenen Präsidentschaftswahlen 2017 hatte die CASDT den späteren Wahlsieger Francisco Lú-Olo Guterres, den Kandidaten der FRETILIN unterstützt.
Im März 2018 gründete die CASDT mit drei anderen Parteien die Movimento Social Democrata (MSD), um bei den vorgezogenen Neuwahlen am 12. Mai mit einer gemeinsamen Liste anzutreten. Die MSD scheiterte aber deutlich an der Vierprozenthürde mit nur 3.188 Stimmen (Anteil: 0,5 %).
Bei den Parlamentswahlen in Osttimor 2023 wollte die CASDT im Wahlbündnis der Frente Ampla Democrática (FAD) antreten. Doch am 14. März trat die PDN aber aus dem Bündnis aus und reichte beim Obersten Gericht Osttimors (Tribunal de Recurso) eine eigene Kandidatenliste ein. Da von der Partei auch kein Kongress oder nationale Konferenz über das Wahlbündnis abgestimmt hatte, entschied das Tribunal, die FAD nicht zur Wahl zuzulassen. Nach der Einzelmeldung der PDN, reichten auch die CASDT und die anderen Partner eigene Anmeldungen zur Wahl ein. Alle diese Parteien scheiterten aber an der 4-Prozent-Hürde. Die CASDT erhielt nur 0,46 % (3.170 Stimmen).

## Ideologie
Die CASDT sieht sich in der Tradition der 1974 gegründeten Associação Social-Democrata de Timor, die sich noch im selben Jahr in FRETILIN umbenannte und der 2001 gegründeten ASDT, die Gil da Costa Alves im Streit 2012 verlassen musste. Neben Alves sieht man daher auch Francisco Xavier do Amaral, den Gründer der ASDT und Mitbegründer der FRETILIN als Stammvater. Die CASDT sieht die timoresische Sozialdemokratie (sdt) als Wegbereiter, so dass trotz der Globalisierungsära und der modernen Technologie, die Jugend Osttimors im globalen Wettbewerb konkurrieren und stolz sein kann, die Prinzipien, die von den historischen Helden aufgestellt wurden, hoch zu halten. Auch andere Länder hätten mit ihrer eigenen Ideologie Eindringlinge entfernt und gelernt, auf eigenen Füßen zu stehen. Mit dem Stolz über die eigene „einzigartige“ Ideologie könne das Volk Osttimors den Kolonialismus beseitigen und als unabhängige Nation bestehen.

## Parteihymne

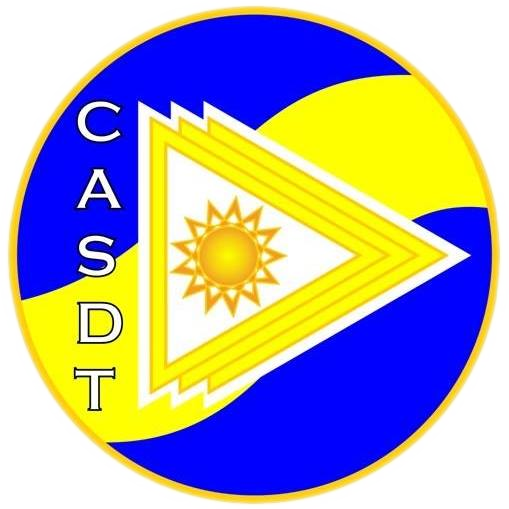
Logo

Der Text der Parteihymne lautet wie folgt:
Vindos duma história longa e dura

lutamos e alcançámos a vitória

honra e glória aos heróis da pátria

avante unidos iremos construir

p’ra que o povo viva feliz
Refrain:

UNIDOS, NÓS VENCEREMOS

LEVAMOS NOS CORAÇÕES

OS SONHOS DE TIMOR-LESTE

P’LA PAZ E PROGRESSO

CASDT DO POVO, P’LO POVO E P’RO POVO

Herdamos a luta secular do povo

p’la liberdade e independência

firmes na justiça e na solidariedade

unidos lutamos pelo povo

pelo progresso e harmonia